# Liptovské Beharovce
Liptovské Beharovce (maďarsky Behárfalu) jsou obec na Slovensku, v okrese Liptovský Mikuláš v Žilinském kraji. Obec se nachází v západní části Liptovské kotliny na úpatí Západních Tater.
První písemná zmínka o obci pochází z roku 1231.